# Agriphila atlanticus
Agriphila atlanticus là một loài bướm đêm trong họ Crambidae.